# 308
El 308 (CCCVIII) fou un any de traspàs començat en dijous del calendari julià.

## Esdeveniments
- Un exèrcit romà comandat per Constantí I venç els germànics al riu Rin.[1]
- Marcel I és escollit Papa.[2]